# جزيرة سانتا ماجدالينا
جزيرة سانتا ماجدالينا (بالإنجليزية: Santa Magdalena Island)‏ هي جزيرة تقع في البحر الأبيض المتوسط شرق مدينة بني كسيلة بولاية بجاية الواقعة شمال شرق الجزائر، تبلغ مساحة الجزيرة حوالي 2 هكتار.